# Vectrix
Die Vectrix Corporation war ein Hersteller elektrischer Motorroller.

## Allgemeines/Geschichte
Die Firma Vectrix Corporation wurde ursprünglich 1996 in den USA gegründet. Die Firmenzentrale befand sich in Rhode Island (USA). Ziel war die Schaffung einer kommerziellen Technikplattform für Null-Emissions-Fahrzeuge, die durch die CARB-Gesetzgebung in Kalifornien von den Herstellern eingefordert wurden. 2007 wurde der vollelektrische Motorroller Vectrix VX-1 vorgestellt.
Die Vectrix Sp. Z.o.o. in Breslau/Polen fertigte die Roller. Durch seine Ausstattung und Leistungsdaten (110 km/h, bis 80 km Reichweite) markierte das Fahrzeug die obere Leistungsspitze für E-Scooter. Die Vectrix Corporation wurde zum damals einzigen und damit führenden Hersteller elektrischer Premiumroller, die der Hubraumklasse bis 125 cm³ zugeordnet werden können. Selbst im direkten Vergleich mit den jahrelang entwickelten Modellen mit Verbrennungsmotor blieben lediglich zwei nennenswerte Kritikpunkte: die geringere Reichweite und der deutlich höhere Anschaffungspreis.
Die Vectrix Corporation gründete Werksniederlassungen und Vertriebsgesellschaften in vielen Ländern, beispielsweise:
- Australien
- Deutschland
- Irland
- Italien
- Schweiz
- USA

Die am 27. September 2007 in Berlin gegründete Vectrix Deutschland GmbH (deutscher Generalimporteur) nahm am 1. März 2008 ihre Tätigkeit auf. Am Mittwoch, den 15. Juli 2009 kündigte die Vectrix Corporation die Einleitung eines Insolvenzverfahrens an. Die Vectrix Corporation hatte zu diesem Zeitpunkt etwa 200 Angestellte, 225 Händler weltweit sowie über 2000 Fahrzeuge (2008) verkauft und sich damit eine Führungsposition auf dem Markt erarbeitet. Die Vectrix Deutschland GmbH sowie die Vectrix Polen Sp.Zo.o. (Produktionsgesellschaft) waren nicht von der Insolvenz betroffen.
Am 24. November 2009 gab die insolvente Vectrix Corporation die vollständige Übernahme durch GP Batteries International Limited, einen der weltweit größten Batteriehersteller, bekannt. Für die Übernahme gründete die in Hongkong und Singapur ansässige GoldPeak-Gruppe eine Tochtergesellschaft, die New Vectrix LLC, welche nach der Übernahme wieder in Vectrix Corporation umbenannt wurde. Sämtliche Geschäftsanteile werden durch die EVB Technology Limited (Hongkong) von GP verwaltet.
Die Produktion des anerkannten Vectrix VX-1 wurde im Werk in Breslau (Polen) fortgesetzt. Parallel entwickelte Vectrix eine neue Produktfamilie. Neben einem Facelifting und akkutechnischer Weiterentwicklung des VX-1, wurde eine sinnvolle Alternative für die 50 cm³-Klasse entwickelt, der Vectrix VX-2. Seit 2011 sind die neuen Modelle auf dem Markt.

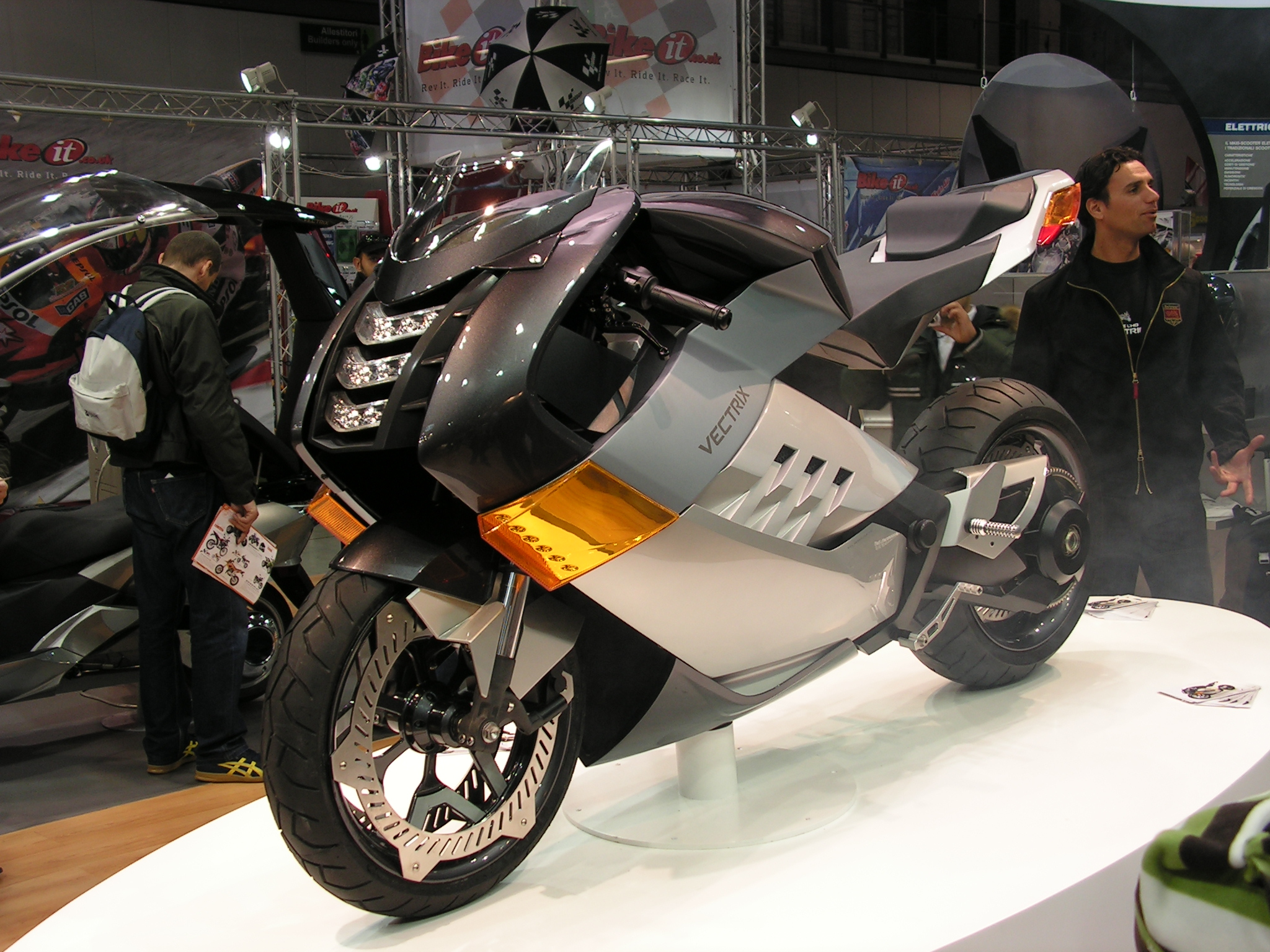
Vectrix Electric Superbike (Studie)

Obwohl die schon auf der EICMA 2007 in Mailand vorgestellte elektrische Motorradstudie "Vectrix Superbike SBK" mit einer Höchstgeschwindigkeit von 200 km/h bisher nicht in Fertigung ging, wurde das Konzept weiterverfolgt und 2012 erneut präsentiert.
Anfang 2014 stellte Vectrix den Geschäftsbetrieb ein und beantragte Insolvenz nach Chapter 7.

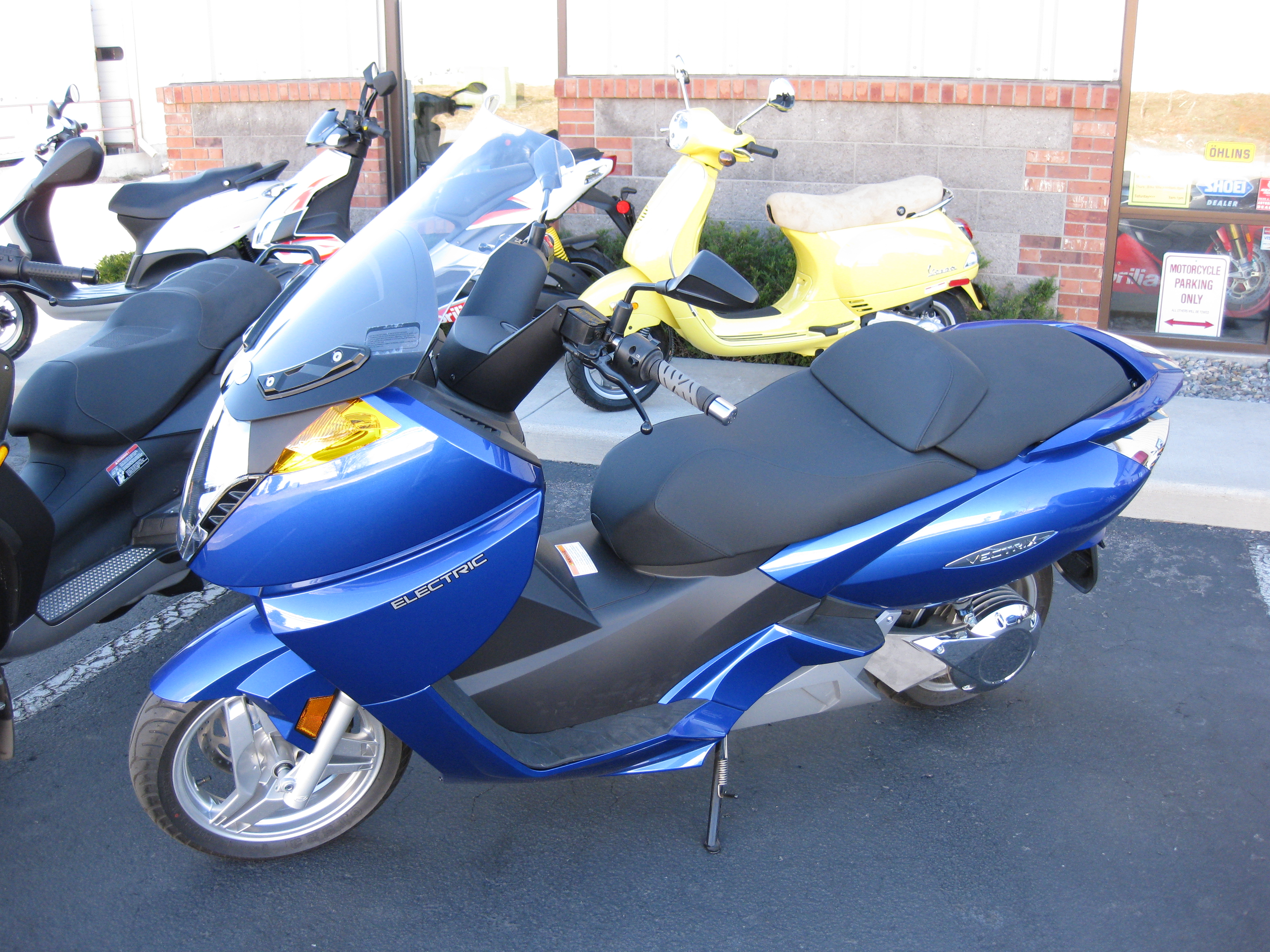
Vectrix Elektroroller VX-1

Im Juli 2015 gab der Münchner Elektrorollerhersteller Govecs den Kauf des Maschinenparks von Vectrix bekannt, um diesen in die eigene Produktionsstätte zu integrieren. Durch die Übernahme soll sich das Produktionsvolumen von GOVECS auf über 20.000 Fahrzeuge pro Jahr vervierfachen.

## Produkte
- Vectrix VX-1 (gebaut 2007–2012, NiMH-Akku)
- Vectrix VX-2 (gebaut seit 2011, 25/45 km/h -Klasse, SiPb-Akku)[22]
- Vectrix VX-1 Li (gebaut seit 2011, LiFePO4-Akku)[22]
- Vectrix VX-1 Li+ (gebaut seit 2011, erhöhte Akkukapazität und Reichweite)[22]
- Vectrix VX-3 Li+ (gebaut seit 2013, Dreirad-Motorroller)[23]
- Vectrix VT-1 (erscheint demnächst, 125 cm³)[24]

Die Modelle markieren den Premiumbereich in ihren Klassen und gewannen 2011 Preise als "European e-Scooter of the Year".